# Amphoe Pak Thong Chai
Amphoe Pak Thong Chai (Thai: อำเภอ ปักธงชัย) ist ein Landkreis (Amphoe – Verwaltungs-Distrikt) im Süden der Provinz Nakhon Ratchasima. Die Provinz Nakhon Ratchasima liegt in der Nordostregion von Thailand, dem so genannten Isan. 

## Geographie
Amphoe Pak Thong Chai grenzt an die folgenden Landkreise (von Norden im Uhrzeigersinn): an die Amphoe Sung Noen, Mueang Nakhon Ratchasima, Chok Chai, Khon Buri und Wang Nam Khiao. Alle Amphoe liegen in der Provinz Nakhon Ratchasima.

## Geschichte
Das Gebiet war seit der Khmer-Aera eine wichtige Stadt, sie war Mueang Phimai unterstellt. In der Regierungszeit von König Ramathibodi I. des Königreichs Ayutthaya wurde sie Mueang Pak genannt. Als König Narai die Mueang Nakhon Ratchasima als nordöstliche Grenzstadt des Reiches gründete, lag Mueang Pak direkt im äußeren Grenzbereich, damals Dan Chapo (ด่านจะโปะ) genannt. König Taksin änderte den Namen in Pak Thong Chai und siedelte Kriegsgefangene aus Laos hier an. Er beförderte Phia Upparacha des Königreiches Vientiane zum Phraya Wongsa Akkharat (พระยาวงษาอรรคราช), dem Gouverneur von Pak Thong Chai.
König Chulalongkorn (Rama V.) stufte 1908 im Zuge der Thesaphiban-Verwaltungsreform den Status der Stadt zum Amphoe herauf.

## Verwaltung

### Provinzverwaltung
Der Landkreis Pak Thong Chai ist in 16 Tambon („Unterbezirke“ oder „Gemeinden“) eingeteilt, die sich weiter in 215 Muban („Dörfer“) unterteilen.
| Nr. | Name            | Thai     | Muban | Einw.  |
| --- | --------------- | -------- | ----- | ------ |
| 1.  | Mueang Pak      | เมืองปัก   | 18    | 18.491 |
| 2.  | Takhu           | ตะคุ      | 21    | 12.270 |
| 3.  | Khok Thai       | โคกไทย   | 11    | 04.669 |
| 4.  | Samrong         | สำโรง    | 10    | 03.517 |
| 5.  | Takhop          | ตะขบ     | 22    | 14.529 |
| 6.  | Nok Ok          | นกออก    | 10    | 05.960 |
| 7.  | Don             | ดอน      | 12    | 04.288 |
| 9.  | Tum             | ตูม       | 16    | 05.529 |
| 10. | Ngio            | งิ้ว       | 15    | 06.656 |
| 11. | Sakae Rat       | สะแกราช  | 15    | 08.646 |
| 12. | Lam Nang Kaeo   | ลำนางแก้ว | 09    | 05.195 |
| 16. | Phu Luang       | ภูหลวง    | 10    | 05.661 |
| 17. | Thong Chai Nuea | ธงชัยเหนือ | 16    | 09.095 |
| 18. | Suk Kasem       | สุขเกษม   | 11    | 04.827 |
| 19. | Kasem Sap       | เกษมทรัพย์ | 09    | 03.665 |
| 20. | Bo Pla Thong    | บ่อปลาทอง | 10    | 04.273 |

### Lokalverwaltung
Es gibt eine Kommune mit „Stadt“-Status (Thesaban Mueang) im Landkreis:
- Mueang Pak (Thai: เทศบาลเมืองเมืองปัก), bestehend aus Teilen der Tambon Mueang Pak und Thong Chai Nuea.

Es gibt fünf Kommunen mit „Kleinstadt“-Status (Thesaban Tambon) im Landkreis:
- Pak Thong Chai (Thai: เทศบาลตำบลปักธงชัย), bestehend aus weiteren Teilen des Tambon Mueang Pak.
- Nok Ok (Thai: เทศบาลตำบลนกออก), bestehend aus dem gesamten Tambon Nok Ok.
- Bo Pla Thong (Thai: เทศบาลตำบลบ่อปลาทอง), bestehend aus weiteren Teilen des Tambon Bo Pla Thong.
- Takhop (Thai: เทศบาลตำบลตะขบ), bestehend aus Teilen der Tambon Takhop, Lam Nang Kaeo und Bo Pla Thong.
- Lam Nang Kaeo (Thai: เทศบาลตำบลลำนางแก้ว), bestehend aus weiteren Teilen des Tambon Lam Nang Kaeo.

Außerdem gibt es zwölf „Tambon-Verwaltungsorganisationen“ (องค์การบริหารส่วนตำบล – Tambon Administrative Organizations, TAO):
- Takhu (Thai: องค์การบริหารส่วนตำบลตะคุ)
- Khok Thai (Thai: องค์การบริหารส่วนตำบลโคกไทย)
- Samrong (Thai: องค์การบริหารส่วนตำบลสำโรง)
- Takhop (Thai: องค์การบริหารส่วนตำบลตะขบ)
- Don (Thai: องค์การบริหารส่วนตำบลดอน)
- Tum (Thai: องค์การบริหารส่วนตำบลตูม)
- Ngio (Thai: องค์การบริหารส่วนตำบลงิ้ว)
- Sakae Rat (Thai: องค์การบริหารส่วนตำบลสะแกราช)
- Phu Luang (Thai: องค์การบริหารส่วนตำบลภูหลวง)
- Thong Chai Nuea (Thai: องค์การบริหารส่วนตำบลธงชัยเหนือ)
- Suk Kasem (Thai: องค์การบริหารส่วนตำบลสุขเกษม)
- Kasem Sap (Thai: องค์การบริหารส่วนตำบลเกษมทรัพย์)